# Droga wojewódzka 894
Die Droga wojewódzka 894 (DW 894) ist eine 47 Kilometer lange Droga wojewódzka (Woiwodschaftsstraße) in der polnischen Woiwodschaft Karpatenvorland, die Hoczew mit Czarna Górna verbindet. Die Strecke liegt im Powiat Leski und im Powiat Bieszczadzki.

## Streckenverlauf
Woiwodschaft Karpatenvorland, Powiat Leski
-  Hoczew (DW 893)
- Bachlawa
- Średnia Wieś
- Berezka
-  Myczków (DW 895)
- Polańczyk
- Wołkowyja
- Bukowiec
- Wydrne

Woiwodschaft Karpatenvorland, Powiat Bieszczadzki
- Polana
-  Czarna Górna (DW 896)